# Nobleza gaucha
Nobleza gaucha is een Argentijnse speelfilm uit 1915, geregisseerd door Humberto Cairo en Ernesto Gunche. De film is gebaseerd op het gedicht Martín Fierro (1872–1879) van José Hernández.

## Rolverdeling
| Acteur          | Personage |
| --------------- | --------- |
| Olinda Bozán    |           |
| Agustín Irusta  |           |
| Marcelo Ruggero |           |
| Venturita López |           |